# Lucien Rubattel
Pour les articles homonymes, voir Rubattel.
Lucien Rubattel, né le 31 août 1892 à Vuibroye, mort le 5 juin 1987 à Vuibroye est une personnalité politique suisse membre du parti libéral.

## Biographie
Agriculteur de profession, il est élu à l'exécutif de la commune de Vuibroye en 1917, puis à la syndicature de 1929 à 1941. En parallèle, il est également élu au Grand conseil de 1937 à 1942 ainsi qu'au Conseil national de 1941 à 1955. En 1942, il est élu au Conseil d'État du canton de Vaud. Il prend en charge le département militaire, puis celui des assurances jusqu'en 1954.